# Streaky
Streaky o Supergato (também conhecido como Raiado ou Rajado) é um personagem fictício que aparece em quadrinhos publicados pela DC Comics. Streaky apareceu pela primeira vez em Action Comics #261 (fevereiro de 1960) e foi criado por Jerry Siegel e Jim Mooney

## Biografia de caráter imaginário
De uma série de animais superpoderosos, incluindo Krypto o Supercão, Cometa o Supercavalo e Beppo o Supermacaco, que era popular nos comics de DC da década de 1960, Streaky era gato de estimação da Supergirl que foi dado super-poderes por uma forma incomum de Kriptonita.
Em Action Comics # 261 (fevereiro de 1960), a Supergirl estava experimentando um pedaço de kriptonita verde na tentativa de encontrar uma maneira de neutralizar seus efeitos mortais. Quando seu experimento falhou, ela jogou a kriptonita (ou "X-Kryptonite", como se tornou conhecido) pela janela. Embora sua experiência falhou, seu animal de estimação Streaky veio através do X-Kryptonite e foi exposto a sua radiação. Como os quadrinhos descreviam, "Devido à combinação única de produtos químicos em X-Kryptonite, deu Streaky superpoderes!" Os poderes de Streaky consistiam em um subconjunto menor dos Superman e Supergirl, incluindo voo, super-força, super-visão, super-velocidade e melhor inteligência em nível humano..
Streaky fez aparições esporádicas em histórias em quadrinhos durante a década de 1960, e até se tornou um membro da Legião de Super-Pets, um grupo composto pelos animais superpoderosos.
A última aparência de Streaky na Pré Crise nas Terras Infinitas foi na Adventure Comics # 394 (junho de 1970). Quando toda a kryptonita da Terra foi transformada em ferro em Superman # 233 (janeiro de 1971), a fonte de energia X-Kryptonite de Streaky também foi eliminada, terminando sua super-carreira e retornando-o à vida de um gato normal . Em resposta a uma carta do leitor na Supergirl #2 (janeiro de 1973), o editor Nelson Nelson confirmou a eliminação da X-Kryptonite e que o agora impotente Streaky tinha ido morar com os pais adotivos de Linda (Supergirl) Danvers em Midvale.